# Carepalxis
Genre
Carepalxis est un genre d'araignées aranéomorphes de la famille des Araneidae.

## Distribution
Les espèces de ce genre se rencontrent en Océanie.

## Liste des espèces
Selon World Spider Catalog (version 26, 23/07/2025) :
- Carepalxis beelzebub (van Hasselt, 1873)
- Carepalxis bilobata Keyserling, 1886
- Carepalxis ferreirasousai Castanheira, Dimitrov, Baptista, Scharff & Framenau, 2025
- Carepalxis kolla Castanheira, Dimitrov, Baptista, Scharff & Framenau, 2025
- Carepalxis megalostylus Castanheira, Dimitrov, Baptista, Scharff & Framenau, 2025
- Carepalxis montifera L. Koch, 1872
- Carepalxis tholos Castanheira, Dimitrov, Baptista, Scharff & Framenau, 2025
- Carepalxis tuberculata Keyserling, 1886

## Systématique et taxinomie
Ce genre a été décrit par L. Koch en 1872 dans les Epeiridae.

## Publication originale
- L. Koch, 1872 : Die Arachniden Australiens. Nürnberg, vol. 1, p. 105-368 (texte intégral).